# Vjačeslav Chrynin
Vjačeslav Aleksandrovič Chrynin (in russo Вячеслав Александрович Хрынин?; Mosca, 10 agosto 1937 – 29 ottobre 2021) è stato un cestista sovietico.

## Carriera
Con l'Unione Sovietica ha disputato i Giochi olimpici di Tokyo 1964, i Campionati mondiali del 1963 e due edizioni dei Campionati europei (1963, 1965).